# Raül Llimós Cobos
Raül Llimós Cobos (Barcelona, 13 de juliol de 1975) és un periodista esportiu català.
Va iniciar-se a Ràdio Castelldefels, COM Ràdio i Olesa Ràdio. També va exercir com a corresponsal de l'Agencia COLPISA a Catalunya. L'any 2000 va començar a treballar a RAC 1, sent-ne cap d'esports entre 2010 i 2018 i presentador del programa Primer toc durant 15 anys. A més, va conduir el programa Ultraesports, dedicat als esports de muntanyes i fou col·laborador habitual de les retransmissions d'El Barça juga a Rac1, narrades per Joan Maria Pou. Durant anys ha publicat articles setmanalment al diari esportiu Mundo Deportivo en una columna anomenada Pais Tropical. També ha participat en algunes tertúlies esportives del programa 8 al dia de 8tv amb Josep Cuní. El 2018 va deixar la seva feina radiofònica per fer de cap comunicació de l'empresa Sports&Life i del jugador Andrés Iniesta un cop aquest va deixar el Barça i se'n va anar a jugar al Japó.